# Austrolimnophila (Austrolimnophila) ochracea
Austrolimnophila (Austrolimnophila) ochracea is een tweevleugelige uit de familie steltmuggen (Limoniidae). De soort komt voor in het Palearctisch gebied.